# SoundTrack Zurich
SoundTrack_Zurich (STZ) ist eine dreitägige Fachveranstaltung für Film- und Medienmusik, die jährlich im Rahmen des Zurich Film Festival (ZFF) stattfindet. Die Konferenz widmet sich Themen und Trends der heutigen Film- und Medienmusikszene und bietet eine Plattform für den Austausch und die Vernetzung von Filmkomponierenden und Fachpersonen aus der Film- und Medienbranche. Neben Panels und Networking-Sessions gehören Fallstudien und Workshops zu den Programmpunkten der Veranstaltung.

## Entstehungsgeschichte
Im April 2019 wurde bekannt, dass Christian Jungen im Jahr 2020 Karl Spoerri als künstlerischer Leiter des Zurich Film Festivals ablösen würde.
Jungen beabsichtigte, künftig einen stärkeren Fokus auf die Tonspur zu legen, und nahm in diesem Zusammenhang Kontakt mit dem Forum Filmmusik auf. André Bellmont (Zürcher Hochschule der Künste) und Pierre Funk (Präsident des Forums Filmmusik) schlugen ihm die Gründung einer eigenständigen Veranstaltung zur Filmmusik vor und stellten ihn im August 2019 anlässlich der SoundTrack_Cologne 16 dem Intendanten Michael P. Aust vor.
Man einigte sich darauf, dass das neue Format unter dem Namen SoundTrack_Zurich unabhängig vom Zurich Film Festival (ZFF) organisiert und von der lokalen Branche – darunter Film- und Medienkomponierende sowie Sounddesigner – getragen werden sollte. Die Gründungssitzung von SoundTrack_Zurich fand am 28. September 2019 im Kulturraum Sphères in Zürich statt. Neben Vertreterinnen und Vertretern des Forums Filmmusik und der Swiss Media Composers Association (SMECA), einem Vorläuferverband von SONART nahm auch Michael P. Aust als künftiger Intendant von SoundTrack Zurich teil.
Die erste Ausgabe von SoundTrack_Zurich wurde vom 29. September bis zum 2. Oktober 2020 veranstaltet, im Rahmen des 16. Zurich Film Festivals und des ersten IMMSANE-Kongresses.

## Organisation und Partner
SoundTrack Zurich wurde 2020 und 2021 vom Schweizer Berufsverband SMECA und seit 2022 vom Forum Filmmusik organisiert. Künstlerischer Leiter der Veranstaltung ist Michael P. Aust. Die Zusammenarbeit umfasst das Zurich Film Festival, die Tonhalle-Gesellschaft Zürich, die Zürcher Hochschule der Künste (ZHdK), SoundTrack Cologne und SONART – Musikschaffende Schweiz. Die Veranstaltung ist organisatorisch und finanziell unabhängig vom ZFF.

### Filmmusik und das Zurich Film Festival
Das Zurich Film Festival präsentiert seit Jahren renommierte internationale Filmkomponierende wie Hans Zimmer oder Howard Shore. Zudem fungieren erfahrene Komponierende wie Cliff Martinez, Anne Dudley, Don Davis, Rachel Portman, Volker Bertelmann und Howard Shore als Juryvorsitzende beim Internationalen Filmmusikwettbewerb, der im Rahmen des Festivals stattfindet. Unter der künstlerischen Leitung von Christian Jungen setzt das Zurich Film Festival vermehrt auf die Förderung der Filmmusik.
Zusammen mit dem International Media Music and Sound Arts Network in Education (IMMSANE) der ZHdK schafft STZ eine Plattform für den Austausch in der Hochschulausbildung für Film- und Medienmusik und fördert somit die internationale Vernetzung von Musikstudierenden und Filmkomponierenden.

## Gäste

### 2024
- Reto Caduff
- Adi Frutiger
- John Gürtler
- Howard Shore
- Michael Künstle
- Delphine Malausséna
- Jan Miserre
- Matteo Pagamici
- Steven Price
- Nicolas Rabaeus
- Łukasz Rostkowski
- Martin Villiger
- Martin Witz

### 2023
- Mark Baechle
- Volker Bertelmann aka Hauschka
- Chantal Bolzern
- Adi Frutiger
- Martin Häne
- Paweł Mykietyn
- Flemming Nordkrog
- Nicolas Rabaeus
- Michael Steiner
- Martin Villiger

### 2022
- David Buckley
- Fatima Dunn
- Nils Petter Molvær
- Zeltia Montes
- Rachel Portman
- Irmin Schmidt
- Helmut Zerlett

### 2021
- Diego Baltenweg
- Volker Bertelmann aka Hauschka
- Mychael Danna
- Lele Marchitelli
- Dominik Scherrer
- Anne-Sophie Versnaeyen

### 2020
- Dascha Dauenhauer
- Kristian Eidnes Andersen
- John Gürtler
- Rolf Lyssy
- Ray Parker, Jr.
- Olivia Pedroli
- Tina Pepper
- Stephen Warbeck
- The Young Gods